# Jonas Jonasson
Pär-Ola Jonas Jonasson, oprindelig Per Ola Jonasson (født 6. juli 1961 i Växjö), er en svensk journalist og forfatter, bosat på Gotland.